# Steuben (Schiff)
Das Passagierdampfschiff Steuben – ex München und General von Steuben – wurde vom Norddeutschen Lloyd bereedert. Seine Versenkung am Ende des Zweiten Weltkrieges gilt als eine der großen Katastrophen in der Schifffahrtsgeschichte.

## Geschichte

### Stapellauf alsMünchen
Die spätere Steuben lief 1922 unter dem Namen München bei der AG Vulcan Stettin vom Stapel und wurde am 5. Juni 1923 als erster Passagierschiffs-Neubau des Norddeutschen Lloyd für den Nordatlantikdienst nach dem Ersten Weltkrieg in Dienst gestellt. Sie war bereits das dritte Schiff des NDL unter diesem Namen.
Die München und ihr im Januar 1924 in Dienst gestelltes Schwesterschiff Stuttgart wurden im Transatlantikverkehr mit drei Passagierklassen eingesetzt. Im Winter 1925/26 erfolgte der erste Umbau der Passagiereinrichtung, die zu einer Erhöhung der besseren Kabinenplätze führte. Die München diente ab 1925 auch gelegentlich für „Erholungsreisen zur See“, wie man Kreuzfahrten damals nannte. So führte man vom 17. Juli bis 12. August 1925 eine Polarfahrt mit der München durch.
Sie geriet am 11. Februar 1930 im Hafen von New York (USA) beim Entladen von Stückgutfracht in Brand und wurde innen weitgehend zerstört. Das Schiff wurde notdürftig seeklar gemacht und lief am 9. Mai mit eigener Kraft Richtung Bremen. Dort wurde es auf der Deschimag-Werft AG „Weser“ vom 1. Juli 1930 bis zum 18. Januar 1931 wiederhergestellt, erhielt neue Schornsteine und erneut eine veränderte Passagiereinrichtung. Der Einbau einer Abdampfturbine erhöhte die Geschwindigkeit auf 16,3 Knoten.

### Umbenennung inGeneral von Steuben,Steuben
1931 wurde das Schiff wieder in Dienst gestellt und als Zeichen deutsch-amerikanischer Freundschaft in General von Steuben umbenannt. Durch die neuen Schornsteine wurde ihr Aussehen dem der großen Schnelldampfer Bremen und Europa wie auch dem der Columbus angeglichen. Im Liniendienst wurde sie dennoch nur selten eingesetzt, sondern sie wurde das Kreuzfahrtschiff des NDL.
Der Namensgeber Freiherr von Steuben war ein erfolgreicher preußischer Offizier und US-amerikanischer General des Amerikanischen Unabhängigkeitskrieges und avancierte zum Helden der Kontinentalarmee. Er ist auch der Namensgeber der jährlich in New York stattfindenden Steubenparade.
Ab 1935 wurde die „weiße“ General von Steuben nur noch für Kreuzfahrten für 484 Passagiere insbesondere von den USA aus eingesetzt. Sie war das einzig verbliebene Luxus-Kreuzfahrtschiff, das nicht vor allem KdF-Fahrten durchführte. Im November 1938 wurde sie ein weiteres Mal umbenannt, in Steuben.

### Im Zweiten Weltkrieg
Zu Beginn des Krieges wurde die Steuben nach Vereinbarungen mit Estland am 15. Oktober 1939 und Lettland am 30. Oktober 1939 zur Zwangsumsiedlung Baltendeutscher aus ihrer Heimat ins Deutsche Reich eingesetzt.

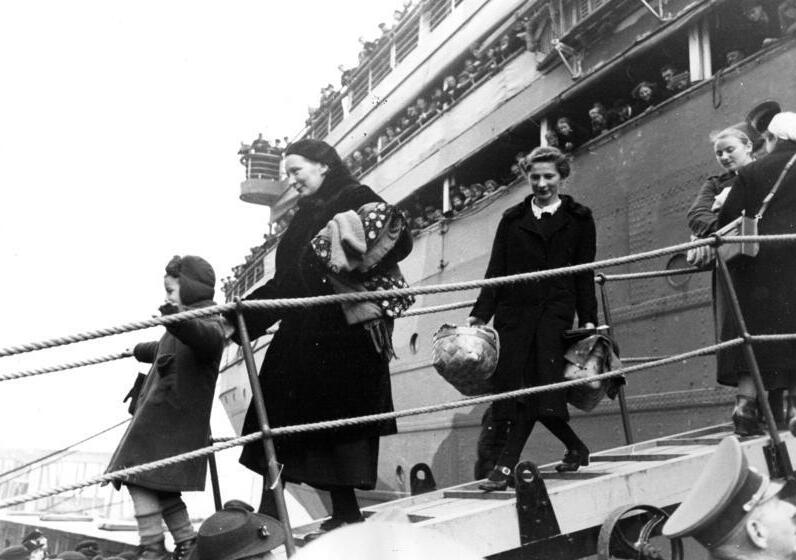
Umgesiedelte Deutsch-Balten beim Verlassen der Steuben in Stettin, 1939

Danach diente das Schiff als Wohnschiff der Kriegsmarine in Kiel und Danzig, bis es ab Juli 1944 als Truppentransporter und Verwundetentransportschiff auf der Ostsee eingesetzt wurde. Es war nicht als Lazarettschiff gekennzeichnet. Um die Jahreswende 1944/45 wurde es wieder Wohnschiff. Die Steuben unternahm dann mehrere Fahrten zur Evakuierung von Verwundeten und Flüchtlingen aus den deutschen Ostgebieten.

### Versenkung der Steuben
Am 9. Februar 1945 lief die Steuben von Pillau in Richtung Kiel aus. An Bord befanden sich etwa 2.800 Verwundete, 300 Personen medizinisches Personal, 150 Mann Besatzung und  etwa 900 Flüchtlinge. Über die Zahl der eingeschifften Flüchtlinge besteht dabei große Unsicherheit. Das Schiff fuhr abgedunkelt im Geleit des Torpedoboots T 196 durch die Ostsee in Richtung Westen.
Am 10. Februar 1945 gegen 00:55 Uhr wurde die Steuben südlich der Stolpe-Bank auf der Höhe von Stolpmünde von zwei Torpedos des sowjetischen U-Bootes S-13 getroffen und sank innerhalb von nur etwa 15 Minuten. Der U-Bootkommandant Alexander Marinesko, der zuvor unter Wasser manövrierend das Schiff vier Stunden lang mit dem Horchgerät verfolgt hatte, gab zunächst an, den Leichten Kreuzer Emden versenkt zu haben.
Beim Untergang der Steuben kam der größte Teil der an Bord befindlichen Personen ums Leben, nur etwa 660 Schiffbrüchige konnten vom Begleitschiff des Transporters und dem zu Hilfe kommenden Torpedofangboot TF 10 aus der eiskalten Ostsee gerettet werden. Zwischen 1100 und 4200 Menschen verloren bei dem Untergang ihr Leben.
Die Versenkung der Steuben gehört damit zu denen mit der höchsten Zahl an Todesopfern, von denen sich die meisten zu Beginn des Jahres 1945 mit den Versenkungen der Wilhelm Gustloff, der Goya, der Steuben und der Cap Arcona in der Ostsee ereigneten und mehr als 20.000 Menschen das Leben kosteten.

### Wrack

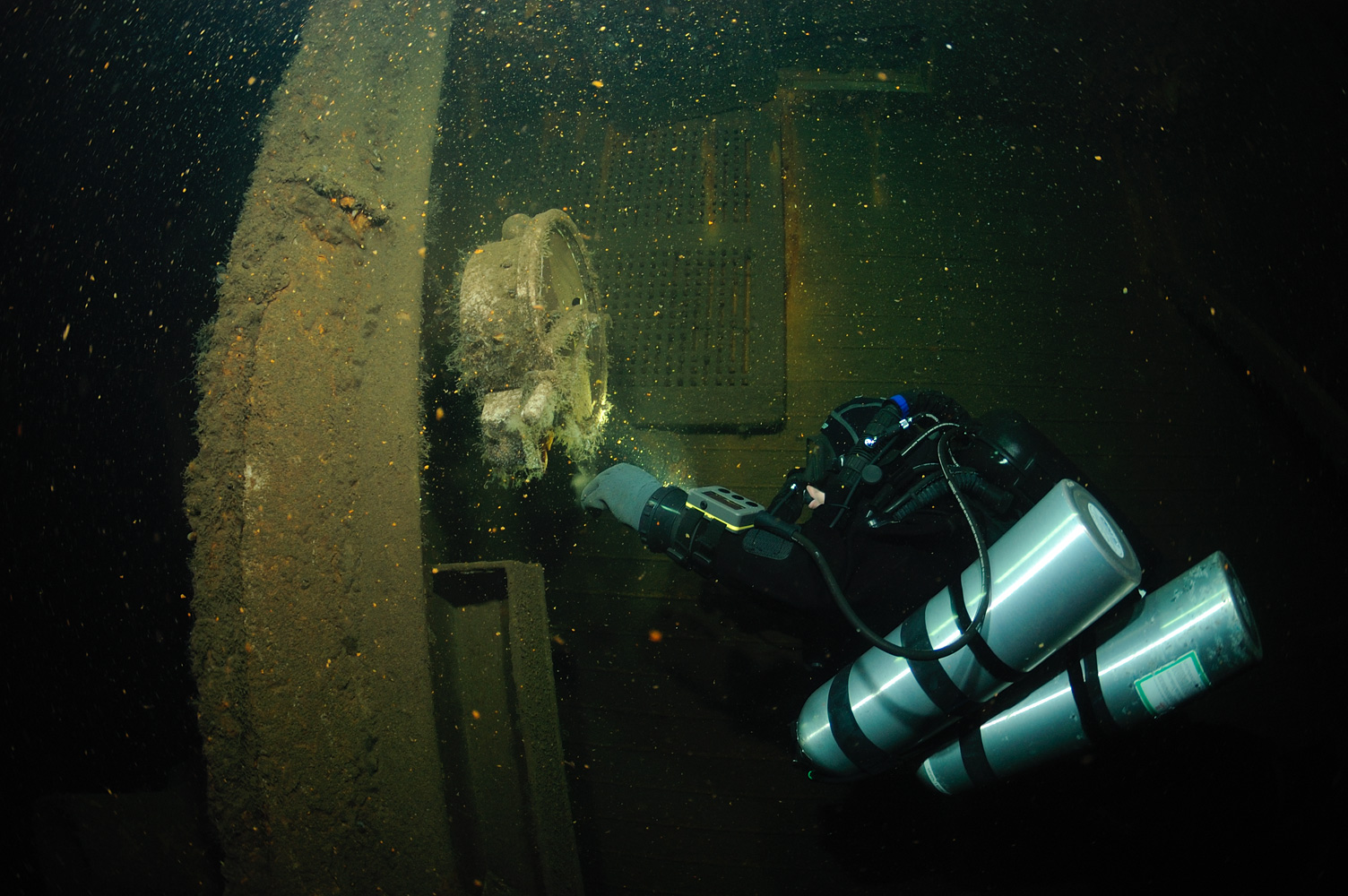
Taucher am Wrack

Das Wrack wurde im Mai 2004 durch das Vermessungsschiff ORP Arctowski der polnischen Marine gefunden und identifiziert. Fotos und Zeichnungen zum Untergang und Fund wurden 2005 im National Geographic Magazine veröffentlicht.
Im Juli 2021 berichtete Der Spiegel, dass inzwischen alles, was nicht niet- und nagelfest war, vom Wrack geplündert wurde. Das Schiffswrack ist ein offizielles Seekriegsgrab und sein Betreten verboten. Auf Grund völkerrechtlicher Verträge ist es nach wie vor Eigentum des deutschen Staates. Für den Schutz sind jedoch polnische Behörden zuständig.

## Filme
2005 Tod in der Ostsee – Der Untergang der Steuben (Dokumentation), Regie: Peter Dreckmann, Sprecher: Christian Brückner